# Fagernes flygplats, Leirin
Fagernes flygplats, Leirin (norska: Fagernes lufthavn, Leirin) är en nedlagd flygplats belägen cirka 5 kilometer nordöst om Fagernes i Norge. Flygplatsen ägs och drevs tidigare av Avinor. Den byggdes 1987 och ligger på en höjd av 822 meter över havet.
Reguljärtrafiken lades ned den 31 mars 2016 och Avinor fick i uppdrag att hitta lokala aktörer som kunde bidra till driften. Det misslyckades och den 1 juli 2018 lades flygplatsen ned.
Flygplatsen, som är till salu, disponeras dagtid av Valdres flyklubb för privatflyg. Lokala intressenter vill öppna den för charterflyg  under vintern.

## Destinationer och flygbolag
Inga flygbolag trafikerar flygplatsen för närvarande.
Fagernes flygplats trafikerades tidigare av flera olika flygbolag och hade förbindelse till bland annat Oslo och Köpenhamn samt chartertrafik med skidturister till Beitostølen, Geilo  och Hemsedal.

## Faciliteter
Flygplatsen hade en egen kafeteria med självbetjäning, en taxfree-butik samt konferensmöjligheter och gratis parkering för bilar och bussar. Fagernes taxi drev en flygbuss mellan flygplatsen och Fagernes busstation.